# Сабо, Фёдор Фёдорович
Фёдор Фёдорович Са́бо (венг. Szabó Ferenc; арм. Ֆեոդոր Սաբո; укр. Федір Федорович Сабо; 14 июля 1944, Унгвар, Венгерское Королевство — 14 декабря 1988, Ереван, Арм ССР) — советский стрелок из лука венгерского происхождения, тренер, основоположник стрельбы из лука в Армении.

## Биография
Родился 14 июля 1944 года в Ужгороде на Закарпатье (территория современной Украины). В 1960 году закончил Ужгородскую среднюю школу № 1 имени Т. Г. Шевченко, в 1963 году — Львовское техническое училище связи, в 1975 году - Армянский государственный институт физической культуры.
Воспитанник Львовской школы стрельбы из лука, тренировался у М. К. Хускивадзе, Н. А. Калиниченко и в сборной команде ПрикВО под руководством Г. А. Гордиенко (проходя с 1964 по 1967 год службу в львовской спортивной роте).
Чемпион Вооруженных сил СССР (в личном первенстве 1966), чемпион Украинской ССР (в личном зачёте 1966), серебряный призер Чемпионата СССР (в личном зачёте 1966), мастер спорта СССР (1966), судья республиканской категории (1969), судья всесоюзной категории (1981).
Тренирует молодых лучников в спортивном обществе «Авангард». После победы в открытом Республиканском Чемпионате 1970 года Ференц Сабо получает предложение занять должность старшего тренера и руководителя Сборной Армении по стрельбе из лука, и в 1972 году переезжает с супругой Евой в Ереван.
Благодаря личной инициативе Ференца Сабо в Ереване основана городская Спортивная Школа по стрельбе из лука и хоккею на траве; начинают проводиться сначала всесоюзные, а затем и международные чемпионаты по стрельбе из лука «Весенние стрелы», «Осенние стрелы», «Венгрия-Армения»; Республиканские соревнования «Стрела Айка» получают статус международных. Были подготовлены мастера спорта Арташес Адамян, Эдвард Адамян, Арам Тонян, Алвард Акопян, Анаит Акопян, Хачик Мартиросян, Маринэ Саиян и др.
В 1978 году Сабо приглашен в качестве арбитра в Великобританию на  чемпионат Европы по стрельбе из лука, а в 1980 году находится в числе спортивных судей XXII Олимпийских игр в Москве.
Помимо тренерской работы Ференц Сабо успешно занимается радиотехникой, благодаря чему создает специальное электронное табло, которое в 1980-м году используется для проведения соревнований по стрельбе из лука на XXII Московских Олимпийских играх.
С середины 80-х Ференца периодически беспокоят боли в области желудка, но он не придает этому значения и продолжает работать в привычном режиме.
В 1988 году, несмотря на крайне плохое самочувствие, он организует и координирует проведение в Ереване международного чемпионата «Весенние стрелы», затем всесоюзных соревнований «Осенние стрелы».
В конце ноября 1988 года был госпитализирован с диагнозом рак поджелудочной железы, а через неделю после катастрофического землетрясения, 14 декабря 1988 года Ференц Сабо скончался в возрасте 44 лет. Остались две дочери: Кристина (1974) и Катерина (1983). После смерти перевезен на родину и похоронен в Ужгороде.
За свою недолгую жизнь в Армении Ференц Сабо успел внести весомый вклад в историю развития стрельбы из лука и завоевать любовь и уважение армянских спортсменов. Поэтому, после его преждевременной кончины, в качестве признания его заслуг, Ереванский Городской Спортивный Комитет учредил ежегодное республиканское первенство посвященное памяти Сабо Ф. Ф..